# Автошлях Т 2617
Автошля́х Т 2617 — автомобільний шлях територіального значення у Чернівецькій області. Пролягає територією Дністровського району через Кельменці — Вороновицю. Загальна довжина — 18,9 км.

## Маршрут
Автошлях проходить через такі населені пункти:
| Автошлях Т 2617     |           |
| Чернівецька область |           |
| Дністровський район |           |
| Кельменці           | Р63Т 2613 |
| Ленківці            |           |
| Вороновиця          |           |